# Esselen Indijanci
Esselen. /Vjerojatno prema imenu sela, značenje nije poznato (Swanton)./ pleme američkih Indijanaca porodice Esselenian s gornjeg toka Carmel Rivera i Sur Rivera, te obale od Point Lopeza skoro do Point Sur-a, Kalifornija.- Jezično ovi Indijanci se klasificiraju u širu porodicu Hokan. Prema Kroeberu (1925) broj im je 1770. iznosio svega 500. 

## Politička geografija
esselensko područje sastojalo se od 5 distrikata: Excelen, Eslenahan, Imunahan, Ekheahan i Aspasniahan, svako s nekoliko sela i priznatim granicama, koja su možda sezonski bila naseljavana, ovisno o Ovisno o raspoloživosti resursa kao što su hrana, voda i slično. najbolje su poznate granice distrikta Excelen, a najmanje one u planinskim područjima.
Hodge navodi poimence 6 sela, to su:
- Echilat, 12 milja jugoistočno od misije Carmelo.
- Ekheya, u planinama
- Ensen, u Buena Esperanzi.
- Ichenta, u San Joséu.
- Pachhepes,
- Xaseum, u Sierri.

Esseleni su bili polusjedilačko pleme lovaca i sakupljača među kojima su već 1770. utemeljene misije San Carlos Borromeo i Nuestra Señora de la Soledad. Godine 1802. u kontaktu s misionarima pogađaju ih epidemije difterije i pneumonije, a 1806. i boginje. Njihov posljednji punokrvni pripdnik živio je (prema Hesteru) 1828.

## Povijest
Prema rezultatima dobivenim metodom ugljika-14 (14C), Esseleni su ovdje prisutni najmanje 5.000 godina. Pleme danas više nema čistokrvnih članova jer su se miješali s Ohlone Indijancima (Amah-Mutsun i Muwekma Ohlone). Današnji ostaci su nastavili živjeti na bivšem plemenskom području. Dio ih živi pod imenom Esselen Tribe of Monterey Council čije je plemensko rukovodstvo u gradu San Mateo. Drugo pleme Ohlone/Costanoan - Esselen Nation miješano je s Ohlone (Costanoan) Indijancima, središte im je u Palo Altu. Svih skupa 1900. bilo ih je 50 a isti broj je procjenjen i 2000. (NAHDB).

## Etnografija
Esseleni su opisani kao ljudi niskog rasta, zdepasti, velikih očiju i plosnatog nosa. Kosa i oči bile su im tamne a koža svjetla. Od facijalnih karakteristika treba napomenuti da su muškarci nosili bradu i brkove, što kod Indijanaca nije čest slučaj. Muškarci su preko cijele godine hodali goli, dok su žene nosile malene pregače učinjene od biljnih vlakana. Za veoma hladnog vremena zaogrnuli bi se ogrtačima od zečjeg krna. Njihove nastambe bile su kolibe koničnog oblika napravljene od drvenog kostura i blata. Kao novac služile su im olivella-školjke (porodica Olividae) do kojih su lako dolazila plemena s kalifornijske obale. Obrađivale su se i bušile, a Yuroki su od njih pravili ogrlice. 
Maleni rječnik

## Vanjske poveznice
- The Esselen Indians   Arhivirana inačica izvorne stranice od 1. listopada 2005. (Wayback Machine)
- An Overview of the Esselen Indians of Monterey County
- Esselen Tribe of Monterey County  Arhivirana inačica izvorne stranice od 19. listopada 2011. (Wayback Machine)